# هاک‌هرست
هاک‌هرست (به انگلیسی: Hawkhurst) یک روستا و محله مدنی در بریتانیا است که در Tunbridge Wells واقع شده‌است. هاک‌هرست ۴٬۹۱۱ نفر جمعیت دارد.

## خواهرخوانده
شهر اوریولو رومانو خواهرخواندهٔ هاک‌هرست هست.